# Eremomela
Eremomela – rodzaj ptaków z rodziny chwastówkowatych (Cisticolidae).

## Występowanie
Rodzaj obejmuje gatunki występujące w Afryce.

## Morfologia
Długość ciała 8,5–12 cm, masa ciała 4,5–12 g.

## Systematyka

### Etymologia
Greckie ερημος erēmos – „pustynia”; μελος melos – „piosenka, melodia”.

### Podział systematyczny
Do rodzaju należą następujące gatunki:
- Eremomela icteropygialis (Lafresnaye, 1839) – popielatka żółtobrzucha
- Eremomela flavicrissalis Sharpe, 1895 – popielatka blada
- Eremomela pusilla Hartlaub, 1857 – popielatka białogardła
- Eremomela scotops Sundevall, 1850 – popielatka żółtogardła
- Eremomela gregalis (A. Smith, 1829) – popielatka pustynna
- Eremomela usticollis Sundevall, 1850 – popielatka akacjowa
- Eremomela badiceps (Fraser, 1843) – popielatka rdzawogłowa
- Eremomela turneri van Someren, 1920 – popielatka obrożna
- Eremomela atricollis Bocage, 1894 – popielatka czarnoszyja